# Красная Горка (Арский район)
Красная Горка — деревня в Арском районе Татарстана. Входит в состав Старочурилинского сельского поселения.

## География
Находится в северо-западной части Татарстана на расстоянии приблизительно 12 км на юг-юго-запад по прямой от районного центра города Арск речки Нурминка.

## История
Основана в XVII веке.

## Население
Постоянных жителей было: в 1782 - 23 души мужского пола, в 1859 - 293, в 1897 - 456, в 1908 - 468, в 1920 - 390, в 1926 - 235, в 1938 - 192, в 1949 - 158, в 1958 - 138, в 1970 - 96, в 1979 - 56, в 1989 - 40, 31 в 2002 году (русские 100%), 19 в 2010.